# Rhinoleucophenga subradiata
Rhinoleucophenga subradiata är en tvåvingeart som beskrevs av Oswald Duda 1929. Rhinoleucophenga subradiata ingår i släktet Rhinoleucophenga och familjen daggflugor.
Artens utbredningsområde är Bolivia. Inga underarter finns listade i Catalogue of Life.